# Histoire de l'île de Man

Île de Man, 2024

L’histoire de l’île de Man, si l'on excepte l'ère préhistorique, est généralement divisée en quatre périodes :
1. occupation par les Celtes, à partir de 500 av. J.-C. environ ;
2. présence des invasions vikings, dont la première mention sur Man remonte à 798 (mise à sac de Saint-Patrick) et de la prise de contrôle par les Scandinaves et l'instauration d'une lignée royale norvégienne ;
3. domination anglaise, en la personne des comtes de Derby et des ducs d'Atholl ;
4. période contemporaine depuis 1866, date à partir de laquelle l’île bénéficie d'une autonomie croissante.

En 2024, cette île de 571 km2 abrite une population d'environ 84 000 Mannoises et Mannois, parlant anglais et/ou irlandais.
- Liste des îles de l'île de Man
- Chronologie de l'île de Man

## Préhistoire
Des recherches récentes tendraient à démontrer qu'avant -8500, Man était reliée à la Cumbria au moyen d'une bande de terre qui a progressivement été envahie par la mer. Il n'existe pas de preuve pourtant qu'à cette époque Man était habitée.
L'arrivée de groupes humains sur l'île de Man semble toutefois antérieure d'au moins mille années aux principaux vestiges du Néolithique que l'on trouve sur plusieurs sites.
La localisation de ces lieux habités dès ces temps reculés n'est pas due au hasard. Elle correspond à une région au sol léger et peu boisé, dont l'agriculture nécessite un arrosage régulier. La situation est vraie aujourd'hui ; elle l'était davantage encore à l'époque, l'Europe n'étant pas encore entrée dans la période atlantique, plus humide.

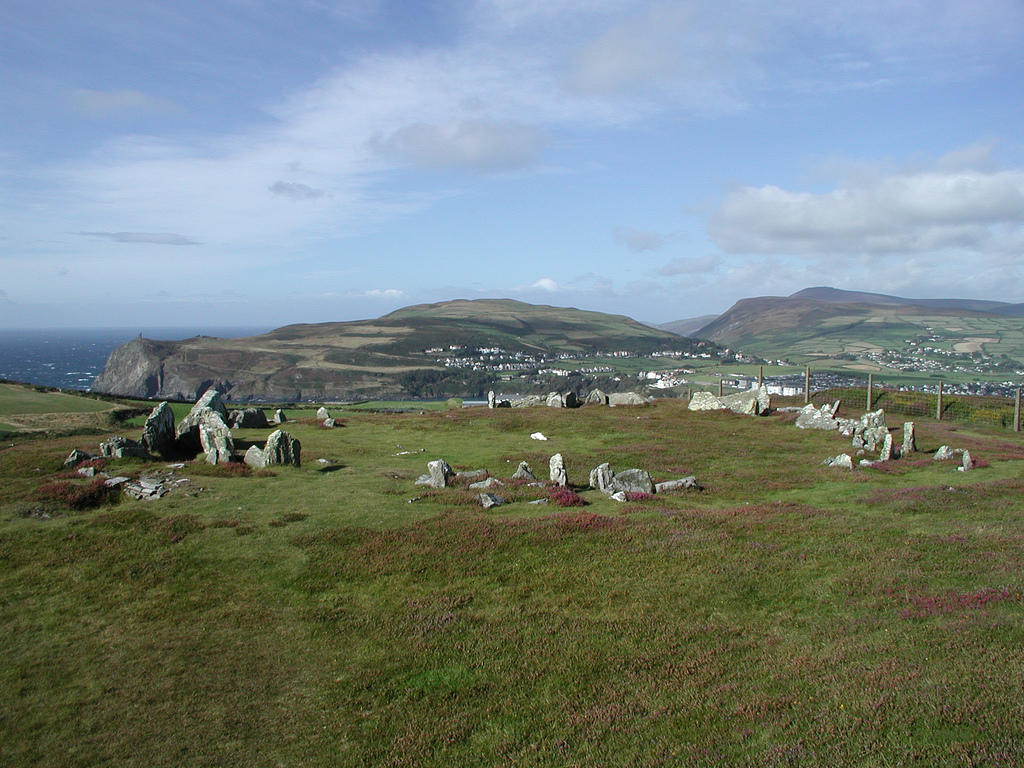
Le cromlech de Mull Hill, au sud de l'île de Man (4000 av. J.-C.).

Le Néolithique marque, sur l'île de Man, l'arrivée de nouveaux migrants et l'implantation solide d'une population de cultivateurs sédentaires.
Le Néolithique a laissé le plus de vestiges sur l'île de Man. Le site de Minorca, près de la petite ville de Laxey, abrite un cairn, dénommé la « Tombe du roi Orry » et attribué à tort au héros mannois Godred Crovan (mort en 1095). Cette tombe de 12 mètres de long lui est très antérieure et date de -4000 environ. On date de la même période le site de Mull Hill, au sud de l'île, cercle de pierres (cromlech) de 18 mètres de diamètre. Le site de Cashtal yn Ard, dans la paroisse de Maughold, lui, est plus récent (-2000).

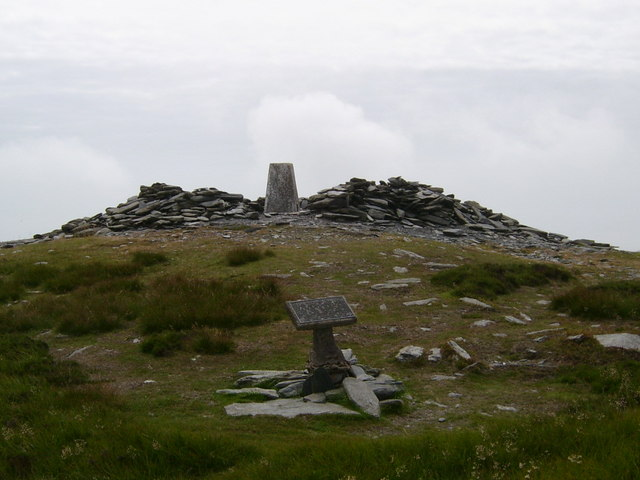
Le sommet du South Barrule et ses fortifications.

Finalement, les découvertes faites sur l'île et remontant au Néolithique sont beaucoup plus nombreuses que ce qui avait été envisagé par l'archéologie du XIXe siècle. On a coutume de donner à l'ensemble de ces sites le nom générique de « sites néolithiques du Ronaldsway » (Ronaldsway Neolithic sites), qui identifie l'ensemble des traces laissées par les fermiers mannois. Ils montrent que la terre était cultivée avant l'introduction des premiers outils en métal.
Vers -1800, le climat se réchauffant et devenant plus sec, l'agriculture subit un net progrès. Toutes les régions de l'île de Man en tirent profit, même les hauteurs jusqu'alors négligées.
Les outils employés sont similaires à ceux utilisés au même moment en Ulster, ce qui peut suggérer des échanges commerciaux entre l'Ulster et le Galloway dont profitait l'île de Man. On ne peut toutefois pas exclure que le bronze eût pu être extrait sur l'île même. Il y avait en effet des dépôts de bronze sur la péninsule de Langness et la colline de Bradda.
Cette époque marque aussi le début des structures militaires défensives, comme sur la colline de South Barrule. Deux remparts circulaires fortifiés laissent supposer que la communauté y ressentait la nécessité de s'unir pour faire face à l'adversité.

## Période celte

### Arrivée des Celtes
Vers -550, la culture celtique de Hallstatt se diffuse dans les îles britanniques, en provenance d'Europe continentale. La thèse d'une invasion massive est fortement remise en cause au profit d'une acculturation facilitée par les échanges commerciaux.
Les langues celtiques vont progressivement se diversifier et, si l'erse est parlé sur l'île jusqu'au XVe siècle, il va céder sa place à une langue qui en dérive et qui prendra le nom de mannois. Il est probable que la civilisation des Celtes fut introduite sur Man depuis l'île de Bretagne.
La base commune des légendes celtiques tend à prouver qu'il existe à cette époque une réelle entité culturelle dans la région autour de la mer d'Irlande. Les personnages de Manannan Mac Lir, Conchobar Mac Nessa, roi d'Ulster, Culann, le forgeron de l'île de Man, sont des thèmes repris dans plusieurs pays celtiques.

### L'île de Man à l'époque romaine
En 81-82, dans sa conquête des îles Britanniques, le général romain Julius Agricola envisage l'invasion de l'Irlande. Mais ses projets restent sans lendemain et il rassemble ses troupes dans le sud-ouest de l'Écosse, laissant en paix l'Irlande, mais aussi l'île de Man. L'île de Man n'a en effet jamais subi l'invasion romaine. Elle a toutefois profité comme les autres régions voisines soumises à Rome, des valeurs de la Pax Romana qui permettent d'établir des conditions favorables dans toute la région de la mer d'Irlande. Cela conduit notamment à l'abandon de plusieurs places fortes sur l'île, comme Close ny Chollagh, Ballacagen, Ballanorris et Ballanicholas.
Par la suite, alors que l'armée romaine tente d'achever en Écosse la construction du mur d'Hadrien, les populations celtes sont refoulées par Rome et de nombreux mouvements ont lieu en mer d'Irlande. Cela est confirmé par la fortification de plusieurs oppidums dans le sud-ouest de l'Écosse, comme Saint Bees et Ravenglass. Il semble que les contrées romaines de Bretagne soient l'objet d'attaques celtes depuis l'Irlande et le Galloway notamment. Même si peu de preuves archéologiques peuvent confirmer le fait, l'île de Man joue sans doute un rôle dans ces mouvements belliqueux. Ainsi, un souterrain d'époque pré-chrétienne découvert dans le Ronaldsway pourrait avoir servi de site défensif.

### Introduction du christianisme

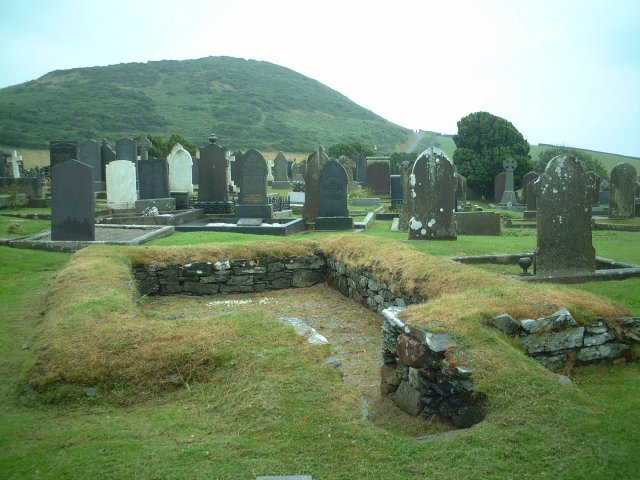
Une des trois keeills de Kirk Maughold.

La chute de l'Empire romain au début du Ve siècle permet le développement des contacts maritimes entre les pays autrefois sous sa domination et les populations celtiques. C'est ainsi que des missionnaires chrétiens entreprennent l'évangélisation de ces nouveaux territoires. Il est communément admis que le christianisme fut importé sur l’île de Man par des émissaires de l'Église de Rome, comme le moine irlandais saint Patrick ou saint Ninian à Candida Casa (Whithorn, Galloway) et que, par la suite, des moines venus de pays celtiques, et de l’Irlande en particulier, effectuèrent des voyages missionnaires à partir de l’an 500.
Ces missionnaires contribuèrent à l’édification de petites chapelles dans lesquelles ils priaient. Mais l'exigüité des lieux obligeait à pratiquer les baptêmes et la prédication à l’extérieur. Les réformes qu'ils devaient mener, en outre, étaient particulièrement profondes dans la mesure où les tribus celtes conservaient des doctrines jugées païennes par l'Église. C'est ainsi qu'il existait une forme celtique à la pratique de l'Église catholique, même si l'Irlande et, partant, l'île de Man, avait adopté les rites romains dès le début du VIIe siècle. Il n'empêche que, malgré le synode de Whitby (664), Irlandais et Mannois conservèrent une forme particulière et toute insulaire jusqu'à 716.
La première communauté chrétienne sur l'île de Man semble avoir été fondée à Maughold , par un saint irlandais, Saint (Machaoi (en), Maughold, McCuill) (mort vers 488), qui a notamment donné son nom à la paroisse de Maughold, et qui est l'origine d'autres monastères dans le Galloway, le Kintyre et l'Ulster.
L'île de Man possède plus de 200 sites religieux appelés keeills. Même si leur structure semble date au plus tôt de la période scandinave, elles abritent souvent des croix celtiques d'avant 716. C'est sans doute le nom des saints vénérés à l'emplacement de ces keeills qui a donné le nom des 17 paroisses de l'île de Man.

### Les Mannois à l'époque celtique
Le peuple mannois vit à l'époque celtique de l'agriculture et de la pêche et habite des maisons rondes (semblables au crannog écossais), un mode de vie similaire à celui qu'il menait lors de l'Âge du fer. Le site de Port y Candas, près de Ballacraine (en), en est l'illustration. Les conditions de vie étant tout de même plutôt rudimentaires, la population est de petite taille, comme en témoignent plusieurs découvertes de squelettes.
L'étude de certaines keeills tendrait à prouver que la population se déplaçait saisonnièrement vers les hautes terres de l'île. Le terme Eary qui se trouve dans plusieurs toponymes signifie « pâturages d'été ». Des groupes d'individus s'installèrent même de façon permanente sur ces hauteurs (à plus de 300 mètres d'altitude) à la fin de la période celtique. Leurs bâtiments se nommaient des shielings.

## Période scandinave (dite «celto-norroise») (798-1275)

### Les Vikings sur l'île de Man

#### Les premières invasions vikings
La première incursion retranscrite des Vikings sur l'île de Man date de 798. Cette année-là, les Chroniques d'Irlande indique la mise à sac de la petite île de Saint-Patrick (Inis Patraic) par les Lochlannaibh (les Vikings). Trois années plus tôt, ils avaient déjà attaqué l'île écossaise d'Iona. C'est davantage l'appât du gain que la haine des chrétiens qui les pousse à attaquer monastères et églises.
Pourtant, ce n'est pas en 798 probablement, qu'a eu lieu la première attaque du genre. Le monastère de Maughold semble avoir été « visité » dès le début du VIIIe siècle. Il faut dire que la côte nord de l'île n'offre pas de garanties de protection contre ce genre d'attaques. De plus, l'île de Man offre une position stratégique idéale entre Angleterre et Irlande.

#### LesGall-Gaedhil

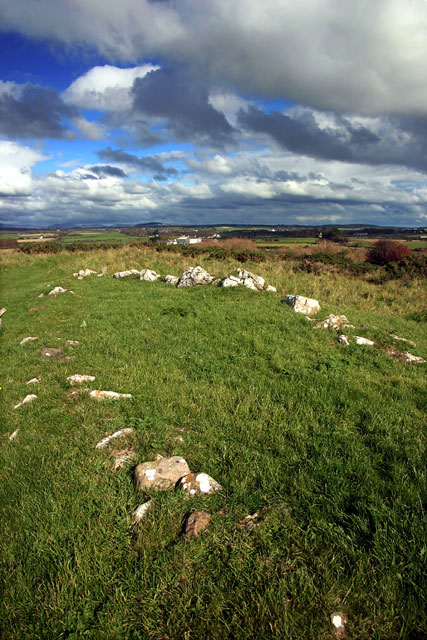
Vue du site de Balladoole.

La toponymie mannoise atteste l'importance de la culture scandinave sur la vie de l'île au IXe siècle. C'est à cette époque qu'apparaissent les Gall-Gaedhil en Irlande. Guerriers d'origine mi-norroise mi-celtique, ils colonisent une bonne partie de l'Irlande et probablement aussi de l'île de Man. Au fil des décennies, ils se fondent à la population par le moyen de mariages et créent une population insulaire originale que l'on dénomme « celto-norroise ».
Les Celto-Norrois sont païens alors que les insulaires ont été évangélisés. Il va se développer sur l'île une culture assez originale liée à la mort. Des dizaines de tumulus sont érigés, particulièrement sur les côtes, suivant les anciennes coutumes vikings. Les sites de Balladoole, Cronk yn Howe et Knock y Doonee sont inclus dans ce cadre. Le riche matériel militaire trouvé dans ces tombes laisse imaginer des rites funéraires élaborés. Selon certains chercheurs, la richesse des tombes avait pour dessein de montrer que ces familles venues de Scandinavie avaient pris possession de la terre de Man de façon totale et définitive.
De nombreux cimetières chrétiens mannois ont été érigés sur l'emplacement de ces sites vikings et semblent avoir vu cohabiter les deux cultures de façon simultanée. Il existait donc une relation étroite entre Celtes et Scandinaves sur l'île de Man au IXe siècle.
Dans les siècles suivants, de nombreux chefs de guerre tentent de mettre la main sur l'île de Man. L'Orkneyinga saga révèle que des flottes armées passaient l'hiver sur Man et reprenaient la mer aux beaux jours. Pour cette raison, la population de l'île veillait à l'entretien de plusieurs sites de défense. Ainsi des sites construits à l'Âge du bronze ou à l'Âge du fer étaient encore en activité au XIe siècle ou avaient été réactivés : Cronk ny Merriu, Cass ny Hawin, Close ny Chollagh ou même les fortifications de l'île Saint-Patrick.

#### Conversion au christianisme
Les populations celto-norroises adoptent le christianisme à la fin du Xe siècle, même si cela a été progressif. On trouve des traces de religion scandinave sur les croix de plusieurs cimetières mannois (comme la croix de Thorwald dans la paroisse d'Andreas ou la présence de caractères runiques sur des croix du cimetière de Kirk Michael).

### Le royaume de Man et des Îles

Le royaume de Man et des Îles à la fin du XIe siècle.

Lorsque, en 1079, le roi celto-norrois Godred Crovan (le « roi Orry » des légendes mannoises) tente une invasion de l'île de Man, pour la troisième fois, il s'impose à la bataille de Skyhill (aussi appelée la « bataille de Scacafell »), près de Ramsey, face à une armée de 300 Mannois qui ne peut lui résister. Le pouvoir des Vikings sur l'île s'amenuise puis est contraint de céder face au nouveau roi. Un royaume se constitue, sous le nom de royaume de Man et des Îles, qui englobe l'île de Man et les archipels écossais des Hébrides, des Shetland des Orcades.
Une période de confusion survient peu après la mort du souverain (1095). Le roi de Norvège, Magnus III Berføtt, s'installe sur Man pour en faire une base afin de préparer des attaques sur le pays de Galles et l'Irlande. La situation donne aux fils de Godred Crovan, successeurs de leur père, peu de légitimité.
Des luttes de clan se font jour sur l'île, entre factions représentant la Norvège, l'Écosse ou encore l'Angleterre. Le règne de Godfred V de Man (1153-1187) voit le royaume de Man et des Îles perdre une grande partie de ses terres. Seules l'île de Skye et la région de Lewis sur l'île de Lewis et Harris lui restent attachées.
La lignée parvient toutefois à se perpétuer et, jusqu'à 1265, l'île de Man est dirigée par les descendants scandinaves de Godred Crovan. En 1261, Alexandre III d'Écosse envoie des émissaires en Norvège afin de négocier la cession des îles. Cette initiative ne menant à rien, les hostilités sont déclenchées entre les deux parties et s'achèvent par une bataille indécise à Largs (1263). Néanmoins, le roi norvégien Haakon Haakonsson meurt l'hiver suivant. Cela permet à Alexandre de mener à bien sa conquête. Magnus, roi de Man et des Îles (de 1252 à 1265), qui avait combattu du côté norvégien, est contraint de rendre toutes les îles, à l'exception de l'île de Man. Il meurt deux ans plus tard et, en 1266, le roi Magnus VI de Norvège cède les îles, dont l'île de Man, à l'Écosse, lors du traité de Perth pour 4 000 marks (merks en écossais) et une annuité de 100 marks. Mais il faudra attendre 1275 et la bataille du Ronaldsway, près de Castletown, au cours de laquelle l'armée mannoise de Godfred Magnuson est battue par les Écossais d'Alexandre, pour assurer une domination permanente de l'Écosse sur l'île de Man. Plus aucun roi scandinave ne régnera ensuite sur l'île de Man.

### La vie sur l'île de Man au temps des Celto-Norrois

#### Le Tynwald
Une des plus brillantes innovations de la période scandinave est l'actuel parlement de l'île de Man, le Tynwald. Il doit son origine aux rois celto-norrois de l'île. Il est même réputé être le plus ancien parlement au monde ayant eu une existence ininterrompue depuis 979 (on peut toutefois faire remonter ses racines à la fin des années 800 si on considère que le nom désigne le lieu où se tenait une assemblée des pillards normands qui ne résidaient pas en permanence sur l’île).

#### Celtes contre Scandinaves
Il semble acquis que la période scandinave n'ait pas altéré de façon importante la culture celtique des habitants de l'île. Malgré la présence viking sur Man, le gaélique, ancêtre du mannois, a continué à être majoritairement parlé par la population. De plus, il ne semble pas que la population scandinave ait eu un statut social plus avancé que la population celtique.

#### Statut du catholicisme

##### La cathédrale Saint-German de Saint-Patrick

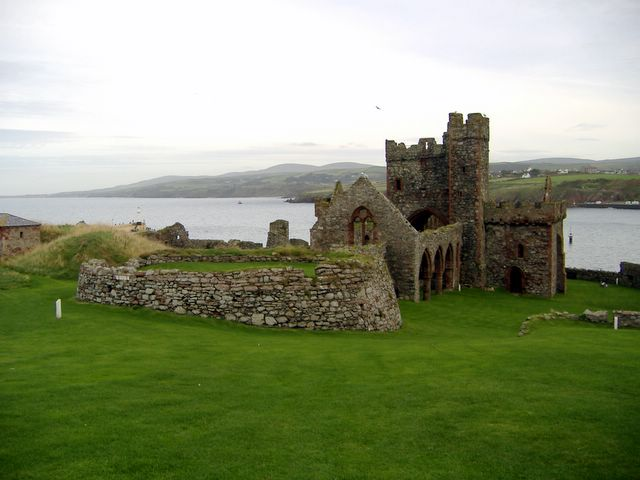
Ruines de la cathédrale Saint-German, sur l'île de Saint-Patrick.

Alors que l'Europe entière se convertissait au catholicisme, l'arrivée de conquérants païens sur l'île de Man a considérablement retardé l'adoption de la religion catholique, bien que 716 ap. J.C. soit la date officielle à laquelle l'Ulster et Man se soient soumises à l'Église de Rome. Il faudra attendre la fin du XIIe siècle pour assister à la construction de la première cathédrale mannoise, la cathédrale de Saint-German, sur l'île Saint Patrick. Cette île fut précédemment le lieu d'accueil de trois églises, dont on peut voir encore les ruines.
La construction de la cathédrale Saint-German est à mettre au crédit de l'évêque Simon (1227-1247), même si le bâtiment moderne présente plusieurs phases de rénovation et de reconstruction ultérieures. Des fouilles archéologiques ont démontré la présence d'une occupation domestique au nord de la cathédrale dès le XIIe siècle, remplacée au XVe siècle par un dortoir pour prêtres.

##### Roolwer, évêque évangélisateur
Quelques décennies plus tôt, de nombreux évêques, comme Roolwer (XIe siècle), se sont évertués à évangéliser l'île, avec l'aval des rois mannois. Ainsi, Olaf Ier de Man qui invita les moines de Furness à venir évangéliser l'île en 1134 et à fonder l'abbaye de Rushen, à Ballasalla.

## Période britannique (1275-1866)
Le centre décisionnaire de l'île de Man est transféré du château de Peel à Château-Rushen, ce qui fait de Castletown la nouvelle capitale de l'île.

### Rivalités anglo-écossaises (XIIIeetXIVesiècles)

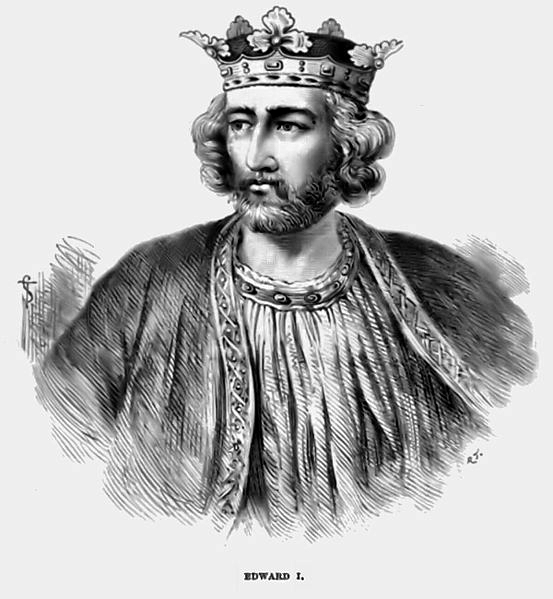
Édouard Ier d'Angleterre.

Les décennies qui suivent sont le théâtre de rivalités entre l'Écosse et l'Angleterre pour la domination de l'île de Man. Mais la dynastie écossaise s'affaiblissant dès la fin du XIIIe siècle, c'est sans opposition que le roi d'Angleterre Édouard Ier revendique l'île et en prend possession en 1290. Il l'utilisera selon son gré comme cadeau royal, qu'il remettra d'abord à John Balliol, puis à Anthony Beck, évêque de Durham et enfin, c'est Piers Gaveston, le favori d'Édouard II, qui en héritera. Mais les Écossais ne souhaitent pas renoncer pour autant à leurs prétentions sur Man. Robert le Bruce, roi d'Écosse, débarque à Ramsey en 1313 et assiège Château-Rushen, à Castletown, qui capitulera au bout d'un mois et sera laissé détruit en grande partie. Cela remet donc l'île de Man entre les mains de Thomas Randolph, comte de Moray. Mais les forces écossaises n'assurent qu'une faible protection de l'île alors que celle-ci est la proie de pillards venus d'Irlande (1316). Anglais et Écossais se disputent à nouveau l'île, en provoquant des attaques ininterrompues, installant à la tête de l'île des seigneurs de leur pays, malgré plusieurs trêves (1318, 1328 et 1333).

#### Prise de possession anglaise
En 1333, le roi d'Angleterre Édouard III remet l'île entre les mains de William Montagu, premier comte de Salisbury. L'Angleterre devient désormais seule décisionnaire dans les questions relatives à l'île de Man. En 1392, le fils de Montagu, William II, vend l'île à William Le Scrope, partisan de Richard II. Le nouveau roi de l'île paiera cher son soutien à Richard et, lorsque Henri IV monte sur le trône d'Angleterre (1399), Le Scrope fait partie des exécutés. Henri IV remet l'île à Henry Percy, le premier comte de Northumberland. Mais en 1403 Percy se rebelle contre le roi d'Angleterre qui lui confisquera tous ses titres, dont celui de roi de Man, deux ans plus tard. L'île retourne une fois de plus au roi d'Angleterre qui décide d'en donner la gestion à James Stanley, dont la famille recevra plus tard le titre de comtes de Derby. Les Derby resteront à la tête de l'île de Man jusqu'en 1736.

#### La vie sur l'île de Man auXIVesiècle

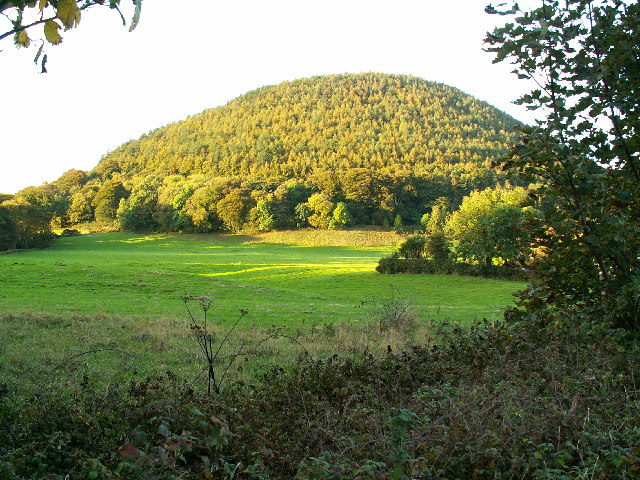
Le site présumé de la bataille de Skyhill, près de Milntown (île de Man).

En raison des troubles anglo-écossais et des incursions fréquentes de pirates venus d'Irlande, la fin du XIIIe siècle et le XIVe siècle dans son ensemble resteront comme l'une des périodes les moins sûres pour les habitants de l'île de Man. Les villes et les campagnes sont régulièrement pillées et incendiées. En 1377, contre rémunération, la France proposera même aux Mannois une protection contre ces déprédations. Dans le même temps, taxes et dîme augmentent de manière radicale en raison des difficultés endurées par l'Église mannoise. De nouvelles taxes sont créées : sur le poisson en 1291, sur les produits artisanaux en 1334. En 1302, le seigneur de Man impose une taxe sur les foyers en réponse aux dissensions des Mannois sur l'appropriation des églises de Saint-Michael et de Saint-Maughold par l'abbaye de Furness.
Dans le même temps, le paysage se modifie sur l'île. Des murets sont érigés en de nombreux endroits pour délimiter les propriétés terriennes. Un texte de 1422 indique l'existence d'« un vieux mur connu des habitants le long des pentes des montagnes » au-dessus de Laxey. Il marque la limite des terres de l'abbaye de Rushen et remonte à la fin du XIIIe siècle ou au début du XIVe siècle. C'est aussi semble-t-il à cette époque que le manque de bois et de forêts se faire sentir sur l'île, même s'il existe aujourd'hui un débat d'historiens sur la question. S'il est vrai qu'en 1098, Magnus III de Norvège, roi de Man, exige du Galloway qu'il approvisionne l'île de Man en bois pour assurer l'entretien des forteresses mannoises, on apprend pourtant que le roi Godred Crovan, à l'occasion de la bataille de Skyhill (1079), cache trois cents hommes dans les forêts du Scacafell, ce qui ne semble pas indiquer une quelconque pénurie de bois.

### Les comtes de Derby (1405-1736)

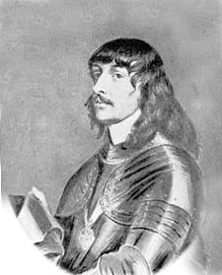
James Stanley, 7e comte de Derby, dit « le Grand Stanley », seigneur de Man de 1627 à 1651.

En 1405, deux ans après la rébellion de Henry Percy, le roi d'Angleterre remet l'île de Man à John Stanley, prélude d'une période de trois siècles de stabilité politique. La famille Stanley portera le titre de rois de Man jusqu'à 1504, puis celui de seigneur de Man, l'île cessant d'être un royaume. Le premier Stanley ne se rendra jamais sur l'île de Man. C'est son fils, John Stanley II, qui y mettra le premier les pieds, très intéressé par la gestion de l'île et de ses affaires. Il entreprend une série de réformes administratives et législatives qui amenuisent le rôle de l'église au profit de celui du Tynwald, le Parlement mannois, dont il restaure l'autorité.
Le premier Stanley réellement investi dans les affaires mannoises est James Stanley, 7e comte de Derby, surnommé par les Mannois « le Grand Stanley ». Résident à temps complet sur l'île de Man, il prend l'initiative inédite de nommer un Mannois gouverneur de l'île, Edward Christian, ce qui permettra d'opposer une forme de contre-pouvoir en faveur des intérêts du peuple mannois.

#### Les troubles de 1642-1651
En 1641 éclate en Angleterre la guerre civile qui aboutira à l'exécution du roi Charles Ier. Sur l'île de Man, le mécontentement se fait sentir de plus en plus vivement à l'encontre de la politique menée par James Stanley. Le 24 juin 1642, une foule armée se rend au Tynwald, le Parlement de l'île de Man, et affirme qu'elle refuse désormais de payer le décime pour l'Angleterre. En mai 1643, une révolte éclate à Douglas, déclenchée par l'arrestation d'un homme qui refusait le paiement du décime. Les choses rentrent dans l'ordre avec l'arrestation du gouverneur Christian, jugé meneur de la révolte.
Lorsqu'en 1651, Stanley part pour l'Angleterre combattre pour Charles II à la cause duquel il s'est rallié, il nomme William Christian commandant des forces militaires mannoises sur l'île. Stanley est fait prisonnier à la bataille de Worcester (3 septembre) et la comtesse Charlotte de La Trémoille, l'épouse de Stanley, qui réside sur Man, négocie la capitulation de l'île avec les parlementaires victorieux en échange de la libération de son époux. C'en est trop pour le peuple mannois, mené par William Christian, qui se fait connaître sous son nom mannois d'Illiam Dhone. Accompagné de notables mannois, il soulève la population contre la comtesse, affirmant qu'elle complote pour sauver sa vie et celle de son époux tout en sacrifiant l'île de Man. Le 15 octobre, le seigneur de Man, James Stanley, est exécuté à Bolton, en raison du rôle qu'il aurait joué dans le massacre de Bolton (28 mai 1644), au cours duquel 1 600 civils et soldats ont été massacrés par l'armée royaliste.
Les troupes anglaises débarquent sur l'île de Man et Illiam Dhone dépose les armes. Le calme revient. Dhone sera jugé une dizaine d'années plus tard, au cours d'un procès entaché de vices de forme, et exécuté sur la colline de Hango le 2 janvier 1633, sans que le roi ait eu le temps de se prononcer sur une éventuelle grâce.
L'île passe sous le commandement du Parlement de Londres en cette période d'interrègne et Oliver Cromwell désigne un administrateur en la personne de Thomas Fairfax de Cameron (2 novembre 1651).

#### Restauration des Derby
Au retour de la Monarchie anglaise (1661), le nouveau roi, Charles II, rend la seigneurie de l'île de Man à la famille Stanley. C'est le fils du défunt comte James Stanley, Charles, 8e comte de Derby, qui hérite du titre de seigneur de Man (1660-1672). La dynastie des Derby se poursuivra jusqu'à James Stanley, 10e comte de Derby, qui mourra le 1er février 1736 sans héritier mâle. Si son titre de comte de Derby passe à son cousin Edward Stanley, celui de seigneur de Man et de Baron Strange reviennent en revanche à la maison d'Atholl, représentée par James Murray.

### Les ducs d'Atholl (1736-1830)

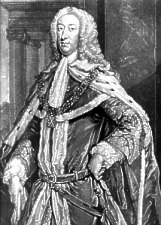
James Murray, 2e duc d'Atholl, seigneur (1736-1764) et gouverneur (1736-1744) de l'île de Man.

James Murray meurt en 1764 à Dunkeld (Écosse), sans avoir de descendant mâle survivant. Pour cette raison, c'est son neveu, John Murray, qui hérite du titre de duc d'Atholl et de la seigneurie de l'île de Man. L'Angleterre intervient dans la gestion de l'île alors que John Murray est à la tête d'un réseau de trafic illicite de marchandises. Pour cette raison, la Couronne le persuade de vendre l'île de Man pour 70 000 livres sterling (1765). Alors que le quatrième duc d'Atholl mène campagne pour que la Couronne finance davantage la présence de la famille des Atholl sur l'île, celui-ci est subitement nommé gouverneur, ce qui l'apaisera définitivement (1793 à 1828).
La présence de Murray au poste de gouverneur est marquée par la rénovation du château de Mona, à Douglas, qui devient sa résidence permanente. Durant le même temps, le gouverneur n'hésite pas, quitte à être accusé de népotisme, à nommer son neveu à la tête de l'Église de Man.

#### Des conditions de vie difficiles
Les premières années des Atholl sur l'île de Man sont marquées par des conditions de vie particulièrement difficiles pour les Mannois. Alors que les décennies précédentes avaient vu une amélioration significative du niveau de vie sur l'île, avec l'accroissement des salaires due à une émigration assez soutenue, des événements dramatiques font revenir Man en arrière. Une épidémie hivernale de fièvres (1737), suivie d'une longue période de disette (1739-1741), puis d'une nouvelle épidémie (1742) anéantissent des familles entières et mettent à mal une économie bien fragile. Un grand nombre de Mannois vit alors dans des huttes de terre recouvertes d'herbe et ne doivent leur survie qu'à la consommation de harengs et de pommes de terre.

## Période contemporaine (1866-XXIesiècle)
En 1866, l’île de Man obtient un gouvernement local autonome ; cette autonomie n'est d'abord que formelle, mais a peu à peu été étendue. Pendant la Première et la Seconde Guerre mondiale, le gouvernement britannique interne sur l’île de Man les civils ressortissants des puissances ennemies.
Au début du XXe siècle, on a pu observer un renouveau de la musique et des danses traditionnelles, ainsi que, dans une moindre mesure, de la langue mannoise — ce qui n'empêcha pas le dernier locuteur, Ned Maddrell, de s’éteindre dans les années 1970.
Durant la Seconde Guerre mondiale, l'Ile accueillit une série de plusieurs camps d'internements pour les étrangers d'origines italiennes, allemande et autrichiennes.
Dans les années 1960–1970, le tourisme en provenance des îles Britanniques commença à péricliter, en partie à cause de l’essor de l’aviation civile et de l’attrait nouveau exercé par l’Espagne. Le gouvernement mannois réagit à cette situation en faisant de l’île un paradis fiscal, ce qui stimula l’économie, en dépit de quelques affaires de corruption.
Depuis les années 1990 et le début du XXIe siècle, la culture mannoise est l’objet d'une plus grande reconnaissance, ce que tend à montrer l’ouverture de la première école primaire dont les cours sont donnés en mannois ; la croissance économique reprend.

#### Période nordique (798-1266)
- Dépendance du royaume de Dublin (853–1170, viking), Uí Ímair
- Tynwald, assemblée/parlement, au moins depuis 979 jusqu'au présent, président du Tynwald
- Pierres runiques mannoises
- Royaume de Man et des Îles (1079–1164/1266, viking/norrois), liste des souverains du royaume de Man et des Îles
- Castletown (île de Man) (vers 1090), première capitale connue de Man
- Diocèse des îles (Norvège) (en) (1150c-1350c)
- Château-Rushen (reconstruit et fortifié en 1265)
- Chroniques de Man débutées vers 1257 (en latin)
- Liste des trésors découverts sur l'île de Man (en)
- Guerre écosso-norvégienne (1262-1266)

#### Période écossaise (1266-1334)
- Traité de Perth (1266), transférant ces îles de la Norvège à l'Écosse
- Révolte mannoise de 1275 (en)

#### Période britannique (1275/1334-1866)
- 1334 : transfert de souveraineté à la Couronne britannique
- Diocèse de Sodor et Man (vers 1340/1350-présent), de l'Église d'Angleterre
- Chambre des Clefs (1417-présent, chambre basse du Tynwald), liste des présidents de la Chambre des Clefs
- Rébellion mannoise de 1651 (en)
- Act of Settlement 1704 (en)
- Manx Museum (en)
- Peggy of Castletown (1789, chaloupe)

#### 1800
- Lois mannoises sur la pauvreté (en) (1850c)
- Manx Society for the Publication of National Documents (en) (1858)
- Transfert (1863) de la capitale à Douglas (île de Man) (créée vers 1100)
- Autonomie relative (1866)

#### 1900
- Liste des camps d'internement de l'île de Man (en)
- Désastre de Summerland (incendie, 1973)
- Bâtiments enregistrés et zones de conservation de l'île de Man (en) (1983)

#### 2000
- Économie de l'île de Man (en) : faible fiscalité, assurances, développeurs de jeux en ligne, technologies de l'information et des communications (TIC) et services bancaires offshore
- Politique à l'île de Man
- Dirigeants de l'île de Man
- Lieutenants-gouverneurs de l'île de Man
- Ministre en chef de l'île de Man
- Gouvernement de l'île de Man
- Liste des châteaux de l'île de Man
- Liste des églises de l'île de Man (en)
- Liste de musées de l'île de Man (en)
- Liste de personnalités de l'île de Man (en)
- Mannois-Américains (en) (environ 7 000)
- Histoire des Juifs sur l'Île de Man (en) (à partir des années 1870)
- Liste d'accidents aériens mannois (en)